# Piżmak
Piżmak (Ondatra) – rodzaj ssaka z podrodziny karczowników (Arvicolinae) w obrębie rodziny chomikowatych (Cricetidae).

## Zasięg występowania
Rodzaj obejmuje jeden żyjący współcześnie gatunek występujący w Ameryce Północnej.

## Morfologia
Długość ciała (bez ogona) 256–299 mm, długość ogona 200–254 mm; masa ciała 700–1800 g.

## Systematyka
Rodzaj zdefiniował w 1795 roku niemiecki przyrodnik Johann Heinrich Friedrich Link w książce swojego autorstwa o tytule Beyträge zur Naturgeschichte. Na gatunek typowy Link wyznaczył piżmaka amerykańskiego (O. zibethicus).

### Etymologia
- Ondatra (Ondathra): hurońska nazwa ondatra lub ondathra dla piżmaka[16].
- Fiber: łac. fiber „bóbr” (por. nowołac. fiber „nurek, pływak”)[17]. Gatunek typowy: Castor zibethicus Linnaeus, 1766.
- Mussascus: ang. mussascus „piżmak”, od aben. moskwas „piżmak”[18].
- Simotes: gr. σιμοτης simotēs, σιμοτητος simotētos „zadarty kształt nosa”, od σιμος simos „zadartonosy, mający zadarty nos”[19]; nowa nazwa dla Fiber G. Cuvier, 1800.
- Moschomys: gr. μοσχος moskhos „piżmo”, od pers. ‏مشک‎ mušk „piżmo”; μυς mus, μυος muos „mysz”[20].
- Anaptogonia: gr. przyrostek negatywny αν an; απτω aptō „zawiązać, zapiąć”; γωνια gōnia „kąt”[21]. Gatunek typowy: †Arvicola hiatidens Cope, 1871 (= †Ondatra idahoensis R.W. Wilson, 1933).
- Sycium: gr. συν sun „razem”; κιων kiōn „filar, kolumna”[22]. Gatunek typowy: †Anaptogonia cloacina Cope, 1896 (= †Ondatra idahoensis R.W. Wilson, 1933).
- Pliopotamys: gr. przedrostek pleio pleio- „plio-” (tj. z pliocenu), od πλειων pleiōn „więcej”, forma wyższa od πολυς polus „dużo”[23]; ποταμος potamos „rzeka”[24]; μυς mus, μυoς muos „mysz”[25]. Gatunek typowy: †Pliopotamys meadensis Hibbard, 1937.
- Neondatra: gr. νεος neos „nowy”[26]; rodzaj Odantra Link, 1795 (piżmak). Gatunek typowy: †Neondatra kansasensis Hibbard, 1937 (= †Pliopotamys meadensis Hibbard, 1937).

### Podział systematyczny
Do rodzaju należą jeden występujący współcześnie gatunek:
- Ondatra zibethicus (Linnaeus, 1766) – piżmak amerykański

Opisano również gatunki wymarłe:
- Ondatra annectens (B. Brown, 1908)[29] (Stany Zjednoczone; plejstocen)
- Ondatra idahoensis R.W. Wilson, 1933[30] (Stany Zjednoczone; pliocen)
- Ondatra meadensis (Hibbard, 1938)[9] (Stany Zjednoczone; pliocen)
- Ondatra minor R.W. Wilson, 1933[31] (Stany Zjednoczone; pliocen)